# حمض الأونديكانويك
حمض الأونديكانويك (أو حمض الأونديسيليك) هو حمض كربوكسيلي له الصيغة الكيميائية C11H22O2، والتي يمكن كتابتها على الشكل CH3(CH2)9COOH. ويكون على شكل بلورات عديمة اللون. ينتمي حمض الأونديكانويك إلى الأحماض الدهنية المشبعة، وتسمى أملاح واسترات هذا الحمض أونديكانوات.

## الوفرة الطبيعية والتحضير
يوجد المركب طبيعياً في الزيوت العطرية لبعض النباتات مثل الزعتر والسوسن.
يمكن التحضير صناعياً من هدرجة حمض الأنديسيلينيك، والذي يستحصل بدوره من التحلل الحراري حمض الريسينولييك.

## الخواص
يوجد المركب في الشروط القياسية على شكل بلورات عديمة اللون، غير منحلة عملياً في الماء، لكنها تذوب في المذيبات العضوية.

## الاستخدامات
يستخدم حمض الأونديكانويك في تحضير الإسترات الموافقة، والتي لها تطبيقات في صناعة المنكهات والعطور.